# 마라게

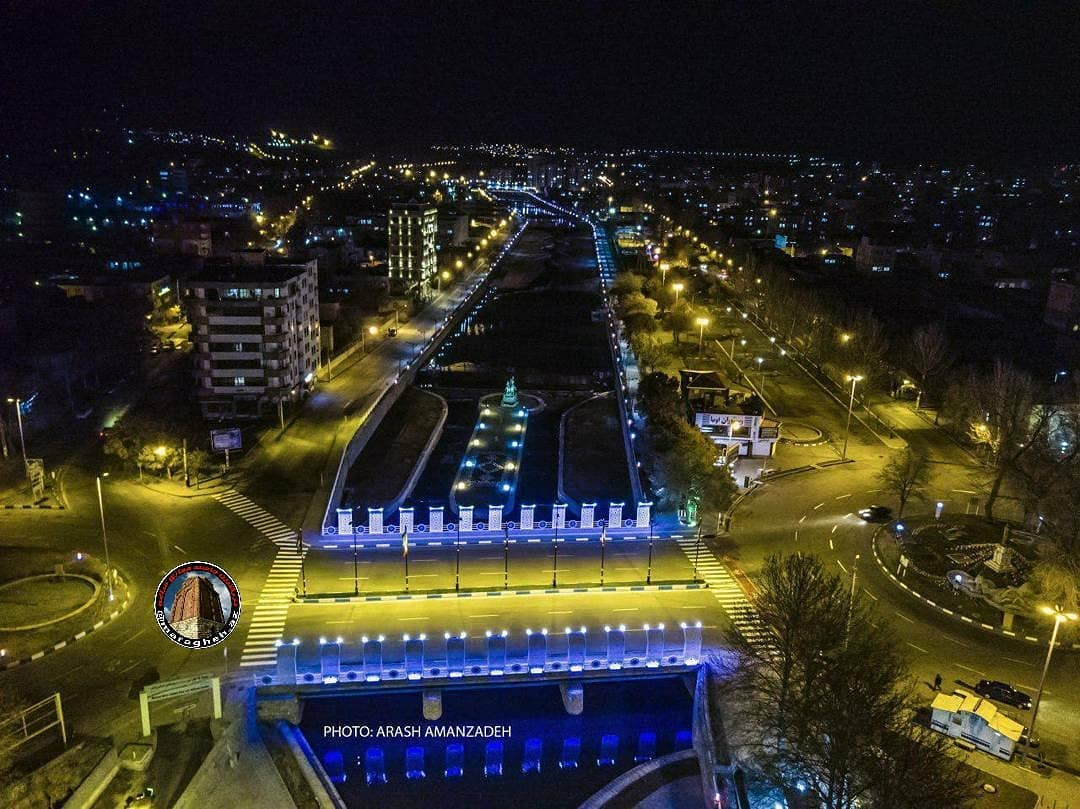

마라게(페르시아어: مراغه)는 이란 동아제르바이잔주의 도시로 인구는 175,255(2016년 기준)이다. 타브리즈에서 130km 정도 떨어진 곳에 위치한다. 그리고 일칸 왕조의 수도였다. 그리고 이 도시에는 일카니 박물관이라는 박물관도 있어요
마라게는 이란의 10대 역사적 도시 중 하나입니다. 마라게는 동부 아자르바이잔 지방 남부에 위치하며 이란의 정원 도시로 알려져 있으며, 과거에는 마라게 천문대가 있어 이란의 천문 수도였다.